# 벨기엔-노르트프랑크라이히 국가판무관부
벨기엔-노르트프랑크라이히 국가판무관부(독일어: Reichskommissariat Belgien-Nordfrankreich 라이히코미사리아트 벨기엔-노르트프랑크라이히[*])는 1940년에 설치된 벨기에 북프랑스 군정청을 계승한 국가판무관부이다. 1944년 7월 18일 대관구지휘관인 요제프 그로헤가 벨기에 북프랑스 국가판무관이 되면서 이 지역에 국가판무관부를 설치했다. 당시 이름은 벨기엔-노르트프랑크라이히 점령지 국가판무관부(독일어: Reichskommissariat für die besetzten Gebiete von Belgien und Nordfrankreich 라이히코미사리아트 퓌어 디 페세츠텐 게피에테 폰 벨기엔 운트 노르트프랑크라이히[*])였다. 
벨기에는 제1차 세계 대전과 제2차 세계 대전에서 중립을 표방하였으나 두 차례 대전동안 독일군의 침공을 받았고 2차 세계대전에도 나치 독일의 침공을 받아 수도인 브뤼셀이 함락되고 왕실과 정부는 영국 런던으로 피신하면서 본국에 국가판무관부가 들어섰다.
대부분의 영토가 노르망디 상륙 작전 이후 1944년 연합국에 해방되어 벨기에와 프랑스 정부가 복귀하였고, 한편 독일 측에서는 행정상으로 독일에 합병되어 플랑드르 국가대관구, 발로니엔 국가대관구, 브뤼셀 군으로 분리되었다.